# Comuna Andrijaševci, Vukovar-Srijem
Andrijaševci este o comună în cantonul Vukovar-Srijem, Croația, având o populație de 4.075 de locuitori (2011).

## Demografie
Componența etnică a comunei Andrijaševci
     Croați (98,8%)
     Necunoscut (0,12%)
     Neclasificat (0,96%)
Componența confesională a comunei Andrijaševci
     Catolici (97,42%)
     Protestanți (1,08%)
     Necunoscută (0,37%)
     Alte religii (1,13%)
Conform recensământului din 2011, comuna Andrijaševci avea 4.075 de locuitori. Din punct de vedere etnic, majoritatea locuitorilor (98,8%) erau croați. Apartenența etnică nu este cunoscută în cazul a 0,12% din locuitori. Din punct de vedere confesional, majoritatea locuitorilor (97,42%) erau catolici, cu o minoritate de protestanți (1,08%). Pentru 0,37% din locuitori nu este cunoscută apartenența confesională.